# Ида-Вирума
Ида-Виру или Ида-Вирума (ест. Ida-Viru maakond) је округ у републици Естонији, у њеном крајњем североисточном делу. Управно средиште округа је град Јихви, мада су од њега већи Нарва (трећи град по величини у земљи), Кохтла-Јарве  и Сиљамае. Омањи град Нарва-Јоесу је позната ваздушна бања у Естонији.
Округ Ида-Виру је приморски округ у Естонији. Својом северном границом излази на Фински залив Балтичког мора. Округ је и гранични округ ка Русији (граница је река Нарва). На југу округ излази на велико Псковско језеро. На југозападу се округ граничи са округом Јигева, а на западу са округом Љаене-Виру.
Округ Ида-Виру је по насељености други округ у Естонији (13,2% становништва земље) захваљујући великим рудним богатствима и на томе заснованој тешкој индустрији. То је и округ са највећим постотком руског становништва (70,8%) у земљи.

## Урбана насеља
- Нарва
- Кохтла-Јарве
- Сиљамае
- Јихви
- Кивиоли
- Нарва-Јоесу
- Пјоси